# Scott Plank
Scott Plank fue un actor de cine de Estados Unidos.

## Biografía
Nacido en Washington D. C., 11 de noviembre de 1958, Scott Plank pronto se trasladó con su familia a Fort Lauderdale, Florida, a la edad de nueve años. Sus años de formación los pasó jugando al fútbol, béisbol, y actuando en The Children’s Theatre (Teatro de los Niños). Después de la secundaria, Scott pasó a la Escuela de Carolina del Norte de las artes escénicas, donde se especializó en el doble de jazz y danza moderna. Cuando el famoso coreógrafo de Broadway, Michael Bennett llegó a la ciudad con el musical A Chorus Line y vio bailar Scott, le ofreció un papel en la empresa de turismo.
Scott pronto se dirigió a Nueva York como parte del elenco original de Broadway de Dream Girls para más adelante convertirse en un miembro del Actors Studio. En 1986, se mudó a Los Ángeles para perseguir una carrera en el cine, su primer largometraje The In Crowd ya en su haber. De llamar la atención de Sean Penn, Scott consiguió el papel de Mickey en la producción del Westwood Playhouse de Hurlyburly, escrita y dirigida por David Rabe. Scott después protagonizó un acto de obra escrita y dirigida por Sean Penn, titulada The Kindness of Women (La bondad de las mujeres).
Scott pasó a trabajar con notables como Michael Mann, Oliver Reed, Rod Steiger, George Clooney, Renny Harlin, Angelina Jolie, Jon Voight, Sigourney Weaver y Patricia Arquette. Scott fue echado en el drama de CBS Sons & Daughters el show de "América", y tuvo papeles recurrentes en Melrose Place y The Division. También apareció en la película de Disney "Holes", donde interpretó al villano “Trout Walker.”
Falleció el 24 de octubre de 2002 en un trágico accidente de tráfico en Los Ángeles, California, (EE. UU.) a la edad de 43 años.

## Filmografía
- The Last Days of Jonathan Perlo (2005)
- Guns Before Butter (2005) .... Teddy
- The Division (2001-2003) .... John Exstead Jr
- Holes (2003) .... Charles 'Trout' Walker
- C.S.I.(2002) .... Eric Kevlin
- Policías de Nueva York (2001).... Randy Berryhill
- The Flying Dutchman (2001) .... Ethan
- Los vigilantes de la playa en Hawái (2000-2001).... Sam Parks
- V.I.P (2001)
- Urgencias (1999).... Chris Hunegs
- Safe Harbor (1999) .... Drug Dealer
- Tres secretos (1999) .... Gil
- Embrujadas (1999) .... Eric Lohman
- Air América (1998) .... Wiley Ferrell
- Melrose Place (1997-1998) .... Nick Reardon
- Moonbase (1997) .... John Russell
- The Big Easy (1997) .... Tony Covinton
- Marshal Law (1996) .... Randall Nelson
- Pacific Blue (1996) .... Tim Wakefield
- American Strays (1996) .... Sonny
- Co-ed Call Girl (1996).... Ron Tamblin
- Strange Luck (1995).... Arthur Vandenberg
- The Marshal (1995) .... Fett
- Flipper(1995)
- Without Evidence (1995) .... Kevin Francke
- Red Shoe Diaries(1992-1995)
- Walker, Texas Ranger (1994) .... Virgil Enders
- Se ha escrito un crimen (1994) .... Buzz Berkeley
- Northern Explosion (1994) .... Buzz Berkeley
- Más allá de la inocencia (1994) .... Big Boy
- Morir para recordar (1993) .... Inspector Jeff Alberts
- Without Warning: Terror in the Towers (1993).... Gary Geidel
- Mr. Baseball (1992) .... Ryan Ward
- Sons and Daughters (1991).... Gary Hammersmith
- Pastime (1991) .... Randy Keever
- Panama zucchero (1990)
- Corrupción en Los Ángeles (1989).... Vincent Hanna
- Wired (1989) .... Herb Axelson
- Desert Rats (1988).... Joshua Bodeen
- Metidos en el rollo (1988) .... Dugan
- Crime Story (1987).... Buddy Blue
- Miami Vice (1987) .... Glen McIntyre
- A Chorus Line (1985) .... Bailarín
- The Princess and the Call Girl (1984)